# Miasta Tunezji
Według danych oficjalnych pochodzących z 2004 roku Tunezja posiadała ponad 100 miast o ludności przekraczającej 15 tys. mieszkańców. Stolica kraju Tunis jako jedyne miasto liczyło ponad pół miliona mieszkańców; 6 miast z ludnością 100÷500 tys.; 23 miast z ludnością 50÷100 tys.; 39 miast z ludnością 25÷50 tys. oraz reszta miast poniżej 25 tys. mieszkańców.

## Największe miasta w Tunezji
Największe miasta w Tunezji według liczebności mieszkańców (stan na 28.04.2004):
| L.p. | Miasto                        | Wilajet                | Liczba ludności |
| ---- | ----------------------------- | ---------------------- | --------------- |
| 1.   | Tunis (تونس)                  | Gubernatorstwo Tunis   | 728 453         |
| 2.   | Safakis (صفاقس)               | Gubernatorstwo Safakis | 265 131         |
| 3.   | Susa (سوسة)                   | Gubernatorstwo Susa    | 173 047         |
| 4.   | At-Tadamun (التضامن المنيهلة) | Gubernatorstwo Arjana  | 118 487         |
| 5.   | Kairuan (القيروان)            | Gubernatorstwo Kairuan | 117 903         |
| 6.   | Kabis (قابس)                  | Gubernatorstwo Kabis   | 116 323         |
| 7.   | Bizerta (بنزرت)               | Gubernatorstwo Bizerta | 114 371         |
| 8.   | Arjana (أريانة)               | Gubernatorstwo Arjana  | 97 687          |
| 9.   | Sukra (سكرة)                  | Gubernatorstwo Arjana  | 89 151          |
| 10.  | Kafsa (قفصة)                  | Gubernatorstwo Kafsa   | 84 676          |

## Alfabetyczna lista miast w Tunezji
(w nawiasie nazwa oryginalna w języku arabskim, czcionką pogrubioną wydzielono miasta powyżej 0,5 mln)
- Ad-Dandan (الدندان)
- Adżim (أجيم)
- Akkuda (أكودة)
- Al-Ajn (العين)
- Al-Dżadida (الجديدة)
- Al-Dżamm (الجم)
- Al-Fahs (الفحص)
- Al-Hamma al-Dżarid (الحامة)
- Al-Kaf (الكاف)
- Al-Kala al-Kabira (القلعة الكبيرة)
- Al-Kalat as-Saghira (القلعة الصغيرة)
- Al-Kasr (القصر)
- Al-Kasrajn (القصرين)
- Al-Kram (الكرم)
- Al-Mahdijja (المهدية)
- Al-Marsa (المرسى)
- Al-Matlawi (المتلوي)
- Al-Muknin (مكنين)
- Al-Murudż (المروج)
- Al-Wardanin (القردانين)
- Arjana (أريانة)
- Ar-Rudajjif (الرديف)
- Asz-Szabba (الشابة)
- Asz-Szajhija (الشيحية)
- At-Tadamun (التضامن المنيهلة)
- Az-Zahra (الزهراء)
- Badża (باجة)
- Bardau (باردو)
- Bin Arus (بن عروس)
- Bin Kirdan (بن قردان)
- Bizerta (بنزرت)
- Bu Mahal al-Bassatin (بومهل البساتين)
- Bu Salim (بوسالم)
- Dar Szaban (دار شعبان)
- Dawwar Hiszar (دوار هيشر)
- Duz (دوز)
- Dżammal (جمال)
- Dżardżis (جرجيس)
- Dżunduba (جندوبة)
- Firjana (فريانة)
- Ghannusz (غنوش)
- Ghar ad-Dima (غار الدماء)
- Halk al-Wadi (حلق الوادي)
- Hamam Susa (حمام سوسة)
- Hammam al-Anf (حمام الأنف)
- Hammam asz-Szut (همام الشط)
- Hammamet (الحمامات)
- Humt Suk (حومة السوق)
- Kabis (قابس)
- Kafsa (قفصة)
- Kairuan (القيروان)
- Kalibija (قليببية)
- Karmada (قرمدة)
- Kasr Hallal (قصر هلال)
- Kibili (قبلي)
- Kurba (قربة)
- Kurunbalijah (قرنبالية)
- Kusur as-Saf (قصور الساف)
- Madanijin (مدنين)
- Madżaz al-Bab (نفطة)
- Makrin (مقرين)
- Manuba (منوبة)
- Manzil Bu Rukajba (منزل بورقيبة)
- Manzil Dżamil (منزل جميل)
- Manzil Tamim (منزل تميم)
- Masakin (مساكن)
- Matir (ماطر)
- Midun (ميدون)
- Monastyr (المنستير)
- Muhammadijat Fuszana (محمدية فوشانة)
- Murnak (مرناق)
- Nabul (نابل)
- Nafta (نفطة)
- Radis (رادس)
- Ras al-Dżabal (راس الجبل)
- Rawad (رواد)
- Safakis (صفاقس)
- Sakijat ad-Dair (ساقية الدائر)
- Sakijat az-Zajt (ساقية الزيت)
- Sidi Bu Zajd (سيدي بوزيد)
- Siljana (سليانة)
- Subajtila (سبيطلة)
- Suk al-Ahad (سوق الأحد)
- Sukra (سكرة)
- Sulajman (سليمان)
- Susa (سوسة)
- Tabulba (طبلبة)
- Taburba (طبربة)
- Tadżarwin (تاجروين)
- Taklisa (تاكلسة)
- Tatawin (تطاوين)
- Tauzar (توزر)
- Tina (طينة)
- Tunis (تونس)
- Umm al-Arais (أم العرائس)
- Wadi al-Lajl (وادي الليل)
- Zaghwan (زغوان)